# Lupfig
Lupfig är en ort och kommun i distriktet Brugg i kantonen Aargau, Schweiz. Kommunen har 3 359 invånare (2023).
Den 1 januari 2018 inkorporerades kommunen Scherz in i Lupfig. Orten Lupfig är sammanvuxen med orten Birr.